# Bonus Systems Polska
Bonus Systems Polska S.A. – polska spółka akcyjna, zajmująca się wprowadzaniem i obsługą systemów motywacyjnych i premiowych.

## Działalność
Spółka działa na polskim rynku w  segmencie B2B i oferuje doradztwo,  projektowanie, wdrażanie oraz obsługę programów motywacyjnych, premiowych, promocyjnych, lojalnościowych oraz marketingowych dla firm. Oferuje rozwiązania wykorzystujące elektroniczne metody płatności, takie jak przedpłacone karty płatnicze Visa / MasterCard oraz bony podarunkowe. Do listopada 2012 Bonus Systems stworzył dedykowane programy, wydając w Polsce w sumie ponad 650 tys. kart przedpłaconych.

## Skład grupy
W skład Grupy Bonus wchodzą spółki: Card System Sp. z o.o. - prekursor sprzedaży przedpłaconych kart płatniczych Visa w segmencie B2C oraz B3 Digital Europe Sp. z o.o. - dostawca platform lojalnościowych, raportingowych i rozliczeniowych oraz zaawansowanych technologicznie rozwiązań marketingowych.

## Nagrody
Grupa Bonus została uhonorowana nagrodami i wyróżnieniami, m.in. Finansista roku 2004, Finansista roku 2009, Teraz Polska, Najlepszy Partner w Biznesie 2009, Bursztynowa Karta Podarunkowa 2011,  Karta dla Polski na 2012 rok, Karta dla Polski na 2013 rok.